# ЯкБ-12,7

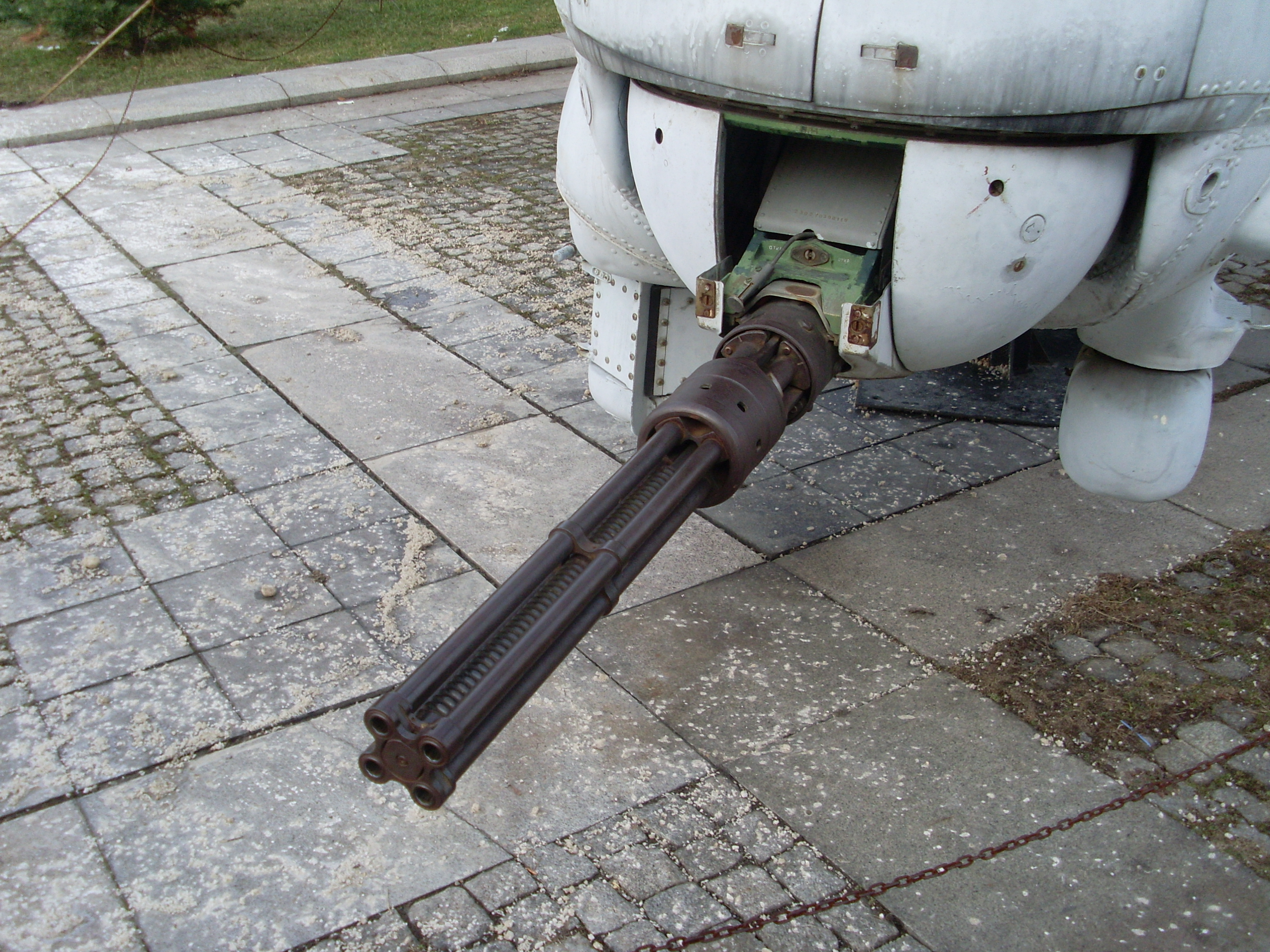
ЯкБ на Мі-24В польської армійської авіації, 31-а авіабаза «Познань-Кшесіни».

 ЯкБ-12,7 (індекс ГРАУ — 9-А-624, заводський індекс — ТКБ-063) — чотириствольний авіаційний кулемет з блоком стволів що оберталися. Спеціально для Мі-24 наприкінці 70-х рр. були розроблені вертолітні гондоли ГУВ-8700 (один чотириствольний кулемет ЯкБ та два чотириствольних ГШГ).

## Конструкція
Газовий двигун, кулачкового типу, складався з єдиного поршня, який охоплював єдину для чотирьох стволів газову муфту з двома порожнинами, в які були виведені газовідводні отвори з кожного ствола таким чином, що пороховий газ при кожному пострілі надходив послідовно в різні порожнини, змушуючи поршень здійснювати зворотно-поступальний рух. Цей рух поршня за допомогою нерухомого копіра перетворювався в обертання блоку стволів кулемета. Прокрутка блоку стволів здійснюється при кожній черзі пострілів від пружинного стартерного пристрою, який запасає енергію в кінці черги пострілів при гальмуванні блоку і дострілі в цей момент двох останніх патронів в черзі пострілів.

## Історія
Проєктування нового 12,7-мм швидкострільного кулемета для вертольота Мі-24 розпочато згідно з Постановою ЦК КПРС і Ради Міністрів СРСР № 1044-381 від 26 грудня 1968 року.
Попередні (заводські) випробування кулемета були проведені в кінці 1969, але на озброєння він надійшов тільки в 1977 році. 
Військове застосування показало конструктивні недоліки кулемета. У числі яких, головним чином, примхливість від забруднень і перегріву кулемета. Проблеми з рухом патронної стрічки. Також після 250 пострілів кулемет «плювався» і заклинював. Внаслідок цього практична витрата боєприпасів була до 500 патронів за виліт.

## Модифікації
- ЯкБЮ-12,7 (конструкції Якушева, Борзова, Юріщева, 9А-629) — модифікація ЯкБ-12,7 зі збільшеним з 4000-4500 до 4000-5000 постр./хв. темпом стрільби, збільшеною з 400 до 750 пострілів довжиною безперервної черги і більш високою живучістю кулемета (з 8000 до 12 000 пострілів).

## Аналоги
- WLKM — польський чотириствольний 12,7 мм кулемет з електричним двигуном.[2]
- GAU-19 — американський триствольний 12,7 мм кулемет з електричним двигуном.
- CS/LM5 — китайський триствольний 12,7 мм кулемет з електричним двигуном.